# Sclerodactyla briareus
Sclerodactyla briareus är en sjögurkeart. Sclerodactyla briareus ingår i släktet Sclerodactyla och familjen korvsjögurkor. Inga underarter finns listade i Catalogue of Life.